# Taphozous hildegardeae
Taphozous hildegardeae é uma espécie de morcego da família Emballonuridae. Pode ser encontrada no Quênia e Tanzânia.